# Reservista voluntario (España)
Un Reservista Voluntario de las Fuerzas Armadas de España es un ciudadano español que logra obtener una de las plazas de reservista que son ofertadas por el Ministerio de Defensa con el fin de participar en las diferentes misiones que llevan a cabo las Fuerzas Armadas en los compromisos asumidos por el Gobierno de España.
En la situación de activado, los reservistas voluntarios tendrán la condición militar, deberán cumplir las reglas de comportamiento del militar y estarán sujetos a las leyes penales y disciplinarias militares.
Mantiene su compromiso durante tres años, siendo posible firmar nuevos compromisos, siempre que no se superen las siguientes edades:
- hasta 57 años para Oficiales y Suboficiales;
- hasta 54 años para Tropa y Marinería.[2]

El Reservista Voluntario permanece durante su compromiso en situación de "disponibilidad", desarrollando su vida y profesión "civil", y pasando anualmente por periodos de "activación" que sirven para mantener y mejorar su cualificación y adiestramiento militar (coloquialmente dicho, pertenece a la reserva militar, en la que permanece salvo necesidad de aumento de efectivos, catástrofe, emergencia nacional, o "mantenimiento anual de capacidades").

## Ingreso
El ingreso como Reservista Voluntario se puede realizar por dos vías distintas:
- Procedente de la vida civil: concurriendo a una de las plazas que anualmente oferta el Ministerio de Defensa, y una vez obtenida superando los periodos de formación establecidos (Formación Militar Básica - FMB y Formación Militar Específica - FME) y las correspondientes evaluaciones, tras ello, adquiere la condición Reservista Voluntario, y se le conferirá un empleo militar. Inicialmente, y según la categoría a la que hayan accedido en su convocatoria, los empleos para los oficiales son los de Alférez (RV) o Alférez de Fragata (RV); los suboficiales tendrán el empleo de Sargento (RV); y la tropa y marinería el de Soldado (RV) o Marinero (RV). Más tarde, se podrán alcanzar los empleos siguientes:[3]
  1. Oficiales: Teniente (RV) o Alférez de Navío (RV) y Capitán (RV) o Teniente de Navío (RV).
  2. Suboficiales: Sargento Primero (RV) y Brigada (RV).
  3. Tropa y Marinería: Cabo (RV) y Cabo Primero (RV).
- Procedente de personal militar profesional: al causar baja en las Fuerzas Armadas por cesar en su relación de servicios profesionales con las Fuerzas Armadas, antes de tener derecho al "retiro" (militares de carrera, militar de complemento y militares de tropa y marinería) y que lo soliciten, se pueden integrar de nuevo en las Fuerzas Armadas como Reservistas Voluntarios, para ello tendrán que concurrir a una de las plazas que convoca anualmente el Ministerio de Defensa, teniendo una puntuación determinada por los años de pertenencia a las Fuerzas Armadas. Una vez han adquirido la condición de Reservista Voluntario, pueden solicitar ostentar el mismo empleo que tenían en su vida militar (en Cuerpos Comunes existe 1 Comandante).

## Actualidad
En 2015, el ejército español contaba con 4 770 Reservistas Voluntarios distribuidos entre los 3 ejércitos (Ejército de Tierra, Ejército del Aire y Armada) y Cuerpos Comunes. No obstante, es destacable que el número de Reservistas Voluntarios ha ido descendiendo hasta la actualidad, fruto de las pocas plazas ofertadas por el Ministerio de Defensa y por las altas tasas de abandono de los propios Reservistas Voluntarios, al no renovar sus compromisos de disponibilidad, muchas veces desanimados por la falta de activaciones. Esto se debe a que el número de activaciones, ya sea para prestar servicio en las Unidades o para formación, es muy reducido, habiendo un amplio porcentaje de reservistas que no son activados nunca o en muchos años.
La edad de entrada está entre 18 años y 58 años.
A fecha de 31 de diciembre de 2020, según se recoge en los datos grabados en la aplicación informática SIPERDEF, gestionada por la Dirección General de Personal del Ministerio de Defensa, había un total de 3 112 reservistas voluntarios.